# 三条九ノ坪遺跡
三条九ノ坪遺跡（さんじょうくのつぼいせき）は、兵庫県芦屋市三条町にある、弥生時代後期から中世・近世にかけての複合遺跡。

## 概要
阪急神戸線芦屋川駅から西に約550メートルの市街地に立地しており、東西200メートル、南北250メートル程度の範囲に広がる。遺跡名は、旧村名の「三条」と字名の「九ノ坪」に由来する。
1985年（昭和60年）に芦屋市内の歴史研究団体「芦の芽グループ」会員の児島周二によって発見された。
出土品のうち、表に「三 壬子年□」、裏に「子卯丑□向」と書かれた木簡は652年（白雉3年）のものとみられる。年号を記した木簡としては日本で2番目に古く、大宝律令制定前の古代日本の姿を示す貴重な資料であることから、兵庫県指定重要有形文化財に指定されている。
同遺跡の東側には、芦屋廃寺遺跡が、北西側には三条岡山遺跡が、南側には寺田遺跡が知られている。

## 主な遺構
- ピット
- 土坑
- 溝

## 主な遺物
- 弥生土器
- 土師器
- 須恵器
- 瓦器
- 瓦質土器
- 陶器
- 磁器